# How to Steal 2 Million
How to Steal 2 Million (Com Robar 2 Milions) és una pel·lícula d'acció dramàtica de 2011, escrita i dirigida per Charlie Vundla, produïda per Karen E. Johnson, Jeremy Nathan, Mfundi Vundla i Michelle Wheatley i com a actors principals John Kani, Hlubi Mboya, Menzi Ngubane, Terry Pheto i Rapulana Seiphemo. La pel·lícula va rebre 11 nomenaments i va guanyar quatre premis als Premis de l'Acadèmia de Cinema Africà durant 2012, incloent els premis per Millor Fotografia, Millor Director, Millor Actriu secundària i Millor Consecució en l'Edició.

## Trama
Un lladre surt de presó després de cinc anys, per trobar que el seu soci, qui mai va ser enxampat, s'ha casat amb la seva xicota. Desesperat per diners, acorda ajudar que el seu soci robi al seu propi pare per valor de dos milions de Rand. Tanmateix el robatori va malament, i els plans secrets surten a la llum. Tal com la pressió els ve damunt, la tensió va construint un final sorprenent i explosiu.

## Repartiment
- John Kani
- Hlubi Mboya
- Menzi Ngubane
- Terry Pheto
- Rapulana Seiphemo